# دايفيغو
ليمبوريكسانت (Lemborexant)، الذي يباع تحت الاسم التجاري دايفيغو (Dayvigo)، هو دواء يستخدم لعلاج اضطرابات النوم.  ويمكن استخدامه لصعوبة النوم أو من أجل البقاء نائما.  و يؤخذ عن طريق الفم.
وتشمل الآثار الجانبية الشائعة على النعاس.  قد تشمل الآثار الجانبية الأخرى: ضعف التنسيق و شلل النوم و المشي أثناء النوم وسوء الاستخدام و الانتحار .   السلامة أثناء الحمل غير واضحة.  وهو مانع لمستقبلات الأوركسين. 
تمت الموافقة على استخدام عقار ليمبوريكسانت طبيًا في الولايات المتحدة في عام 2019.  و تبلغ التكلفة حوالي 320 دولارًا أمريكيًا شهريًا اعتبارًا من عام 2021.  وهو يعتبر مادة خاضعة للرقابة من الجدول الرابعفي الولايات المتحدة أيضا. 